# 고카촌 (시즈오카현)
고카촌(일본어: 五和村)은 일본 시즈오카현의 중부, 하이바라군에 속해있던 촌이다. 현재의 시마다시 서부에 해당한다.

## 역사
오이가와 덴쇼의 여세가 바뀐후 구 하도가 생긴후 연달아 개간되었다. 이때부터 생긴 시마촌, 반쇼지촌, 다케시타촌, 우시오촌, 요코오카신다(横岡新田)는 시도로향의 끝자락에 있었기 때문에 시도로고카촌(志戸呂五ヶ村)라고 불렸다. 후에 시도로촌, 요코오카촌을 포함한 지구의 범칭 지명으로 '고카'가 쓰이게 되었다고 한다.
1878년에는 다케시타촌, 요코오카촌, 요코오카신타, 우시오촌, 시마촌, 반쇼지촌, 시도로촌의 7개 촌 조합이 다케시타촌에 초등학교 교사를 신축하고 명칭을 다케시타학교에서 고와학교로 개칭했다.
1889년 11개 촌을 합병할 때에도 다섯 개 촌에서 따온 '고와'를 촌 이름으로 삼았다.
- 1889년 4월 1일 - 정촌제 시행에 의해 하이바라군 고카촌이 성립하였다.
- 1950년 9월 1일 - 가나야정과의 경계 변경으로, 가나야정 가나야가와라・가나야의 일부를 고와촌에 편입하고, 고와촌 시도로의 일부를 가나야정에 편입했다.
- 1957년 10월 1일 - 구 가나야정과 고카촌이 합병해, 새로운 가나야정이 성립하였다.

## 교통

### 철도
- 오이가와철도
  - 오이가와 본선

## 참고문헌
- 静岡郷土研究会 編『掛川誌』 戊編、静岡郷土研究会、1928年8月1日。NDLJP:1214836。
- 渡辺陸平 編『竹下村誌稿』1924年5月30日。NDLJP:917819。
- 『静岡県市町村合併沿革誌』 1巻、静岡県、1963年3月30日。NDLJP:2988972。
- 『静岡県市町村合併沿革誌』 2巻、静岡県、1964年3月30日。NDLJP:2988990。
- 角川日本地名大辞典 22 静岡県
- 金谷町史編さん委員会 編『金谷町史』 通史編 本編、金谷町役場、2004年3月31日。全国書誌番号:22215215。